# Monastère Saint-Nicolas de la Chartoma
Le monastère Saint-Nicolas de la Chartoma (Николо-Шартомский монастырь, Nikolo-Chartomsky monastyr) est un monastère de l'Église orthodoxe russe situé en Russie au village de Vvedenio, près de Chouïa dans l'oblast d'Ivanovo. Il doit son nom à la petite rivière Chartoma (aujourd'hui la Chakhma) au bord de laquelle fut trouvée une icône de saint Nicolas, raison de la fondation du monastère. C'est le plus grand de la région et l'un des premiers d'URSS à avoir été rendu à la vie religieuse. Le monastère dépend de l'éparchie de Chouïa.

## Histoire

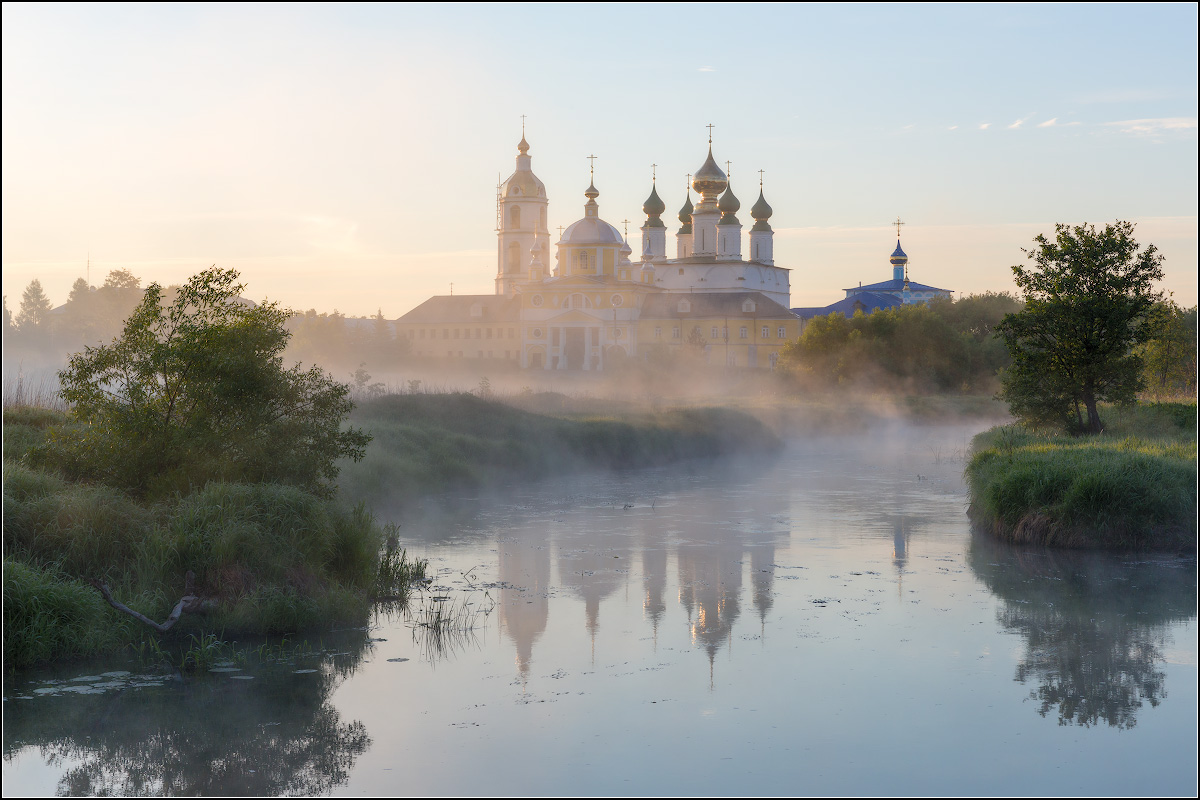
Vue du monastère dans la rosée du matin.

Ce monastère est connu depuis le milieu du XVe siècle. Ivan IV lui fait don de villages en 1553 venant des terres des princes Gorbatii de Chouïa. Il a été mis à sac par les Polonais en 1619, puis ravagé par les brigands en 1624 qui tuent quelques moines. Les travaux de l'église-catholicon (église principale) surmontée de cinq dômes ont commencé après un incendie survenu en 1645. À l'époque, le monastère avait déjà été transféré à son emplacement actuel près de la confluence de la Molokhta et de la Teza. L'endroit était si avantageux pour le commerce qu'une foire annuelle s'y tenait sous ses murs attirant les marchands de toute la Haute-Volga. La seconde église survivante est terminée et consacrée en 1678.
Avant le manifeste de 1764 de Catherine II ordonnant la sécularisation des domaines monastiques, le monastère de la Chartoma était à la tête d'un réseau de neuf monastères affiliés. Après cette réforme, le monastère entra dans une période de déclin qui s'aggrava après l'arrêt de la foire de la Saint-Nicolas.
Les bolchéviques fermèrent le monastère et donnèrent les bâtiments à un kolkhoze. Ce fut l'un des premiers à rouvrir en 1990. Les bâtiments ruinés furent restaurés pendant de longues années par plus d'une centaine de moines.

## Aujourd'hui

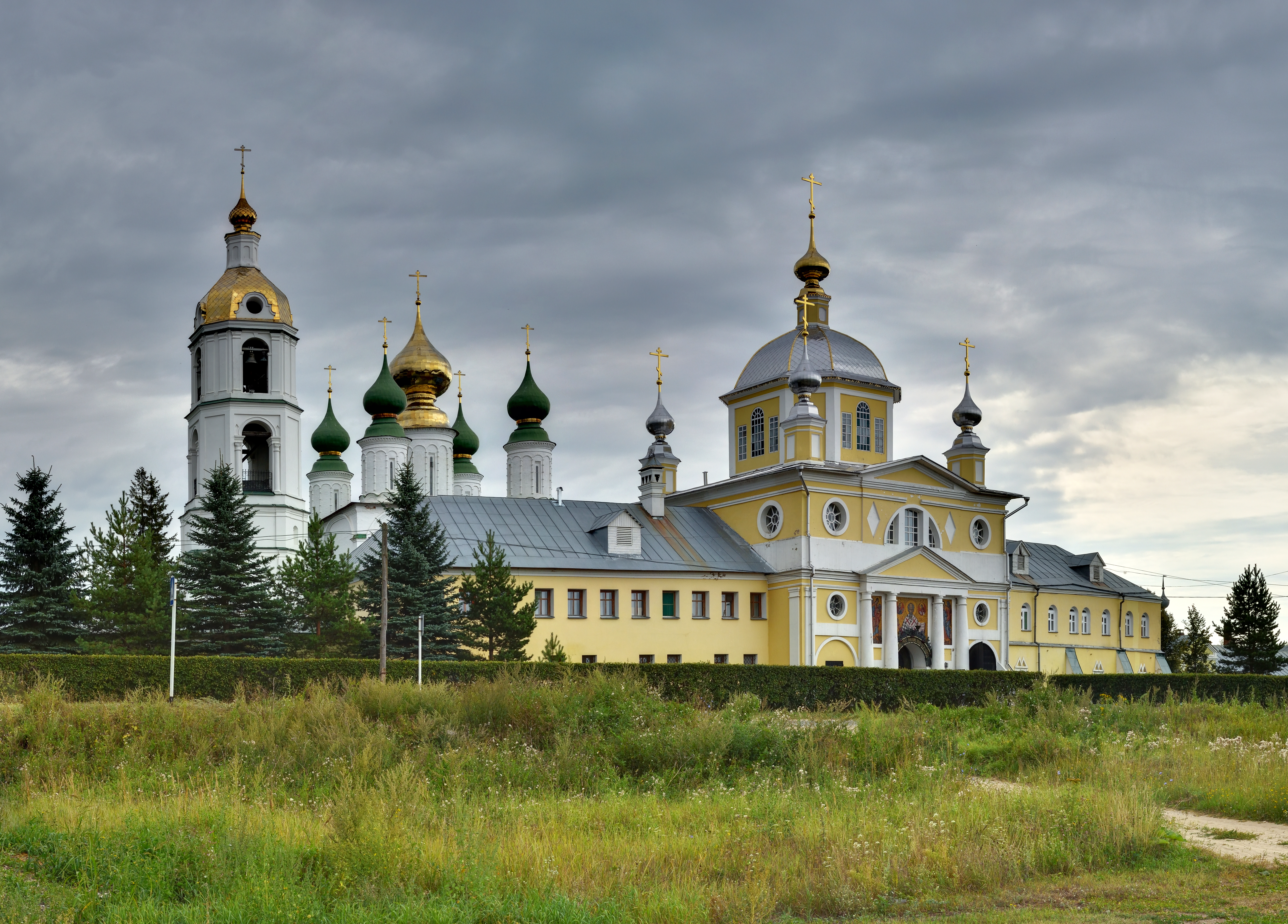
Les églises en août 2018.

Le monastère de la Chartoma est l'un  des plus grands de la fédération de Russie en nombre de moines (une centaine). C'est le siège de l'éparchie de Chouïa à partir de 2013. Le monastère possède un metochion (filiale) à Ivanovo, à Chouïa, à Iourievets et à Palekh. Il administre un orphelinat de garçons à  Ivanovo.

## Édifices protégés

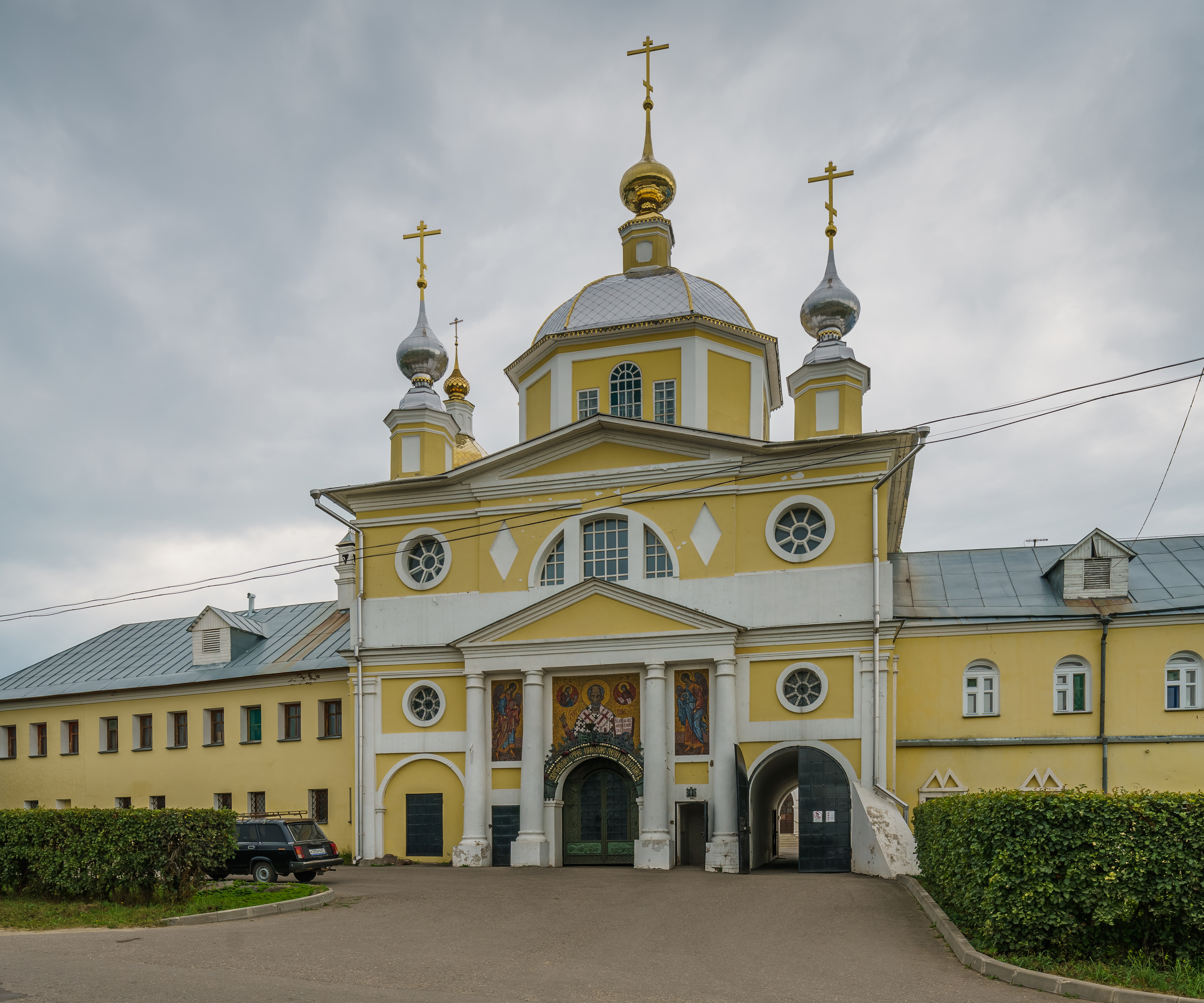
Église-porte de la Transfiguration.

- Église-catholicon Saint-Nicolas (années 1650)
- Église Notre-Dame-de-Kazan (1678)
- Église-porte de la Transfiguration-du-Sauveur (1783-1813)
- Bâtiment des cellules des moines et remparts avec tours (milieu du XIXe siècle)
- Clocher à cinq niveaux (XVIIe—XIXe)